# Doyhenard
Doyhenard es un paraje rural del Partido de Brandsen, Provincia de Buenos Aires, Argentina.

## Ubicación
Se encuentra a 9 km al noreste de la ciudad de Brandsen, a través de la Ruta Provincial 215.

## Población
Durante los censos nacionales del INDEC de 2001 y 2010 fue considerada como población rural dispersa.

## Ferrocarril
Era una parada del Ferrocarril Provincial de Buenos Aires. Desde su estación ferroviaria pasaban los ramales a La Plata, Mira Pampa, Azul y Loma Negra.